# Uruguayischer Film

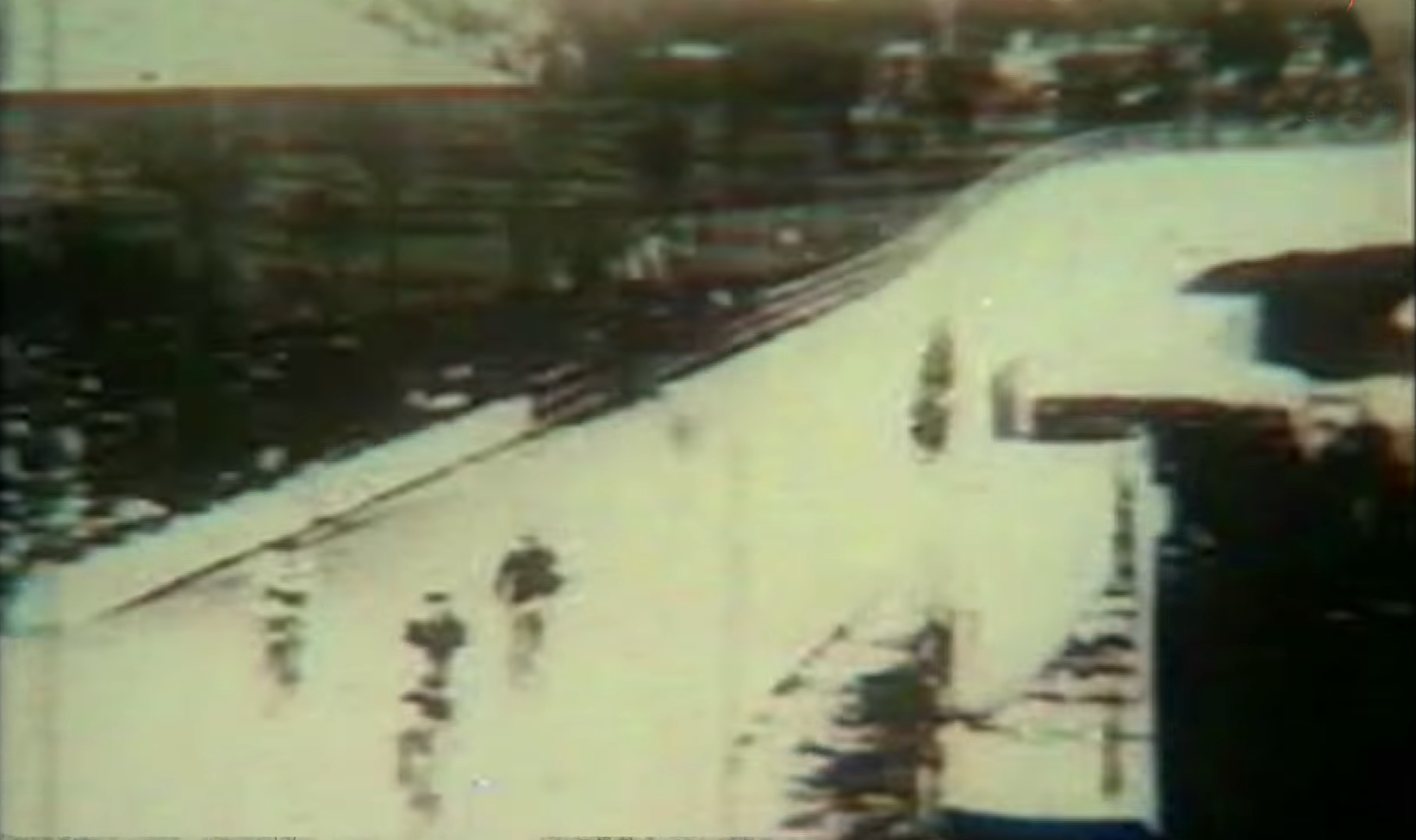
Szene vom kurzen Dokumentarfilm Carrera de bicicletas en el velódromo de Arroyo Seco, Regie: Félix Oliver, 1898. Erster uruguayischer Film.

Die uruguayische Filmindustrie spielt eine wichtige Rolle in der Kultur des Landes und ist Teil der lateinamerikanischen Filmkunst. Seit Ende der 1990er Jahre hat der uruguayische Film einen Entwicklungsprozess durchlaufen, in dessen Verlauf seine Filme positive Kritiken erhielten und internationale Anerkennung fanden. Seitdem wurden über 120 Filme, sowohl Spiel- als auch Dokumentarfilme, produziert. Insbesondere das erste Viertel des 21. Jahrhunderts war äußerst produktiv.

## Berühmte Filme
- 1993: La historia casi verdadera de Pepita la Pistolera (Regie: Beatriz Flores Silva; Drehbuch: Ariel Caldarelli)
  - mehrere Preise in Uruguay, Argentinien, Chile, Mexiko, USA
- 1994: El dirigible (Regie: Pablo Dotta; mit Ricardo Espalter)
  - Internationales Festival des Neuen Lateinamerikanischen Films 1994 (Kategorie „Debütwerk“)
  - Festival Internacional de Cine de Cartagena de Indias 1995 (Kategorie „Beste Originalmusik“)
- 1999: El chevrolé (Regie: Leonardo Ricagni; mit Jorge Esmoris, Rubén Rada, Petru Valenski u. a.)
- 2000: Plata quemada (Regie: Marcelo Piñeyro; Drehbuch: Marcelo Figueras; mit Leo Sbaraglia, Pablo Echarri und Eduardo Noriega)
  - Goya 2002 (Kategorie: Bester ausländischer Film in spanischer Sprache)
- 2001: En la puta vida (Regie: Beatriz Flores Silva)
  - mehrere Preise in Lateinamerika, USA, Spanien, Italien
- 2001: 25 Watts (Regie und Drehbuch: Juan Pablo Rebella und Pablo Stoll)
  - Internationales Festival des Neuen Lateinamerikanischen Films 2001 (Kategorie „Debütwerk“)
  - FIPRESCI-Preis im Festival de Cine Independiente von Buenos Aires 2001
  - International Film Festival Rotterdam 2001: VPRO Tiger Award und MovieZone-Preis
- 2002: El último tren – Der letzte Zug (Regie: Diego Arsuaga; Kamera: Hans Burmann; mit Héctor Alterio und Federico Luppi)
  - Premio Ariel 2003 (Kategorie „Película iberoamericana“)
  - Goya 2003 (Kategorie: Bester ausländischer Film in spanischer Sprache)
  - Montreal World Film Festival 2002 (mehrere Kategorien)
- 2003: El viaje hacia el mar (Regie: Guillermo Casanova; mit Hugo Arana und Julio César Castro)
  - Festival de Cine Iberoamericano de Huelva 2003: Colón de Oro
- 2004: Whisky (Regie und Drehbuch: Juan Pablo Rebella und Pablo Stoll)
  - Festival de Cine Iberoamericano de Huelva 2004: Colón de Oro
  - Internationale Filmfestspiele von Cannes 2004: Un Certain Regard
  - weitere Preise in Lateinamerika, Nordamerika, Europa, Japan
  - Goya 2005 (Kategorie: Bester ausländischer Film in spanischer Sprache)
- 2007: El baño del papa (Regie und Drehbuch: César Charlone und Enrique Fernández)
  - mehrere Preise in Lateinamerika und Spanien
- 2009: Ataque de Pánico! (Regie: Fede Álvarez; Drehbuch Rodo Sayagues; Kamera: Pedro Luque)
- 2009: Gigante (Regie: Adrián Biniez)
  - Internationale Filmfestspiele Berlin 2009: Silberner Bär u. a.[4]
- 2009:  Mal día para pescar (Regie und Drehbuch: Álvaro Brechner; mit Gary Piquer, Jouko Ahola und Antonella Costa)
  - Festival Internacional de Cine de Mar del Plata 2009: bester Darsteller
  - weitere Auszeichnungen in Lateinamerika, Nordamerika und Europa
- 2010: Miss Tacuarembó (Regie und Drehbuch: Martín Sastre; mit Natalia Oreiro)
  - mehrere Nominierungen zum Cóndor de Plata 2011
  - Filmfestival Málaga 2011: bester Film und bestes Drehbuch
- 2012: La demora (Regie: Rodrigo Plá)
  - Internationales Festival des Neuen Lateinamerikanischen Films 2012 (Kategorie „Originalmusik“)
  - Internationale Filmfestspiele Berlin 2012, Sektion Forum: Preis der Ökumenischen Jury und Leserpreis des Tagesspiegels.[5]
  - Premio Ariel 2012: beste Regie
- 2012: 3 (Regie und Drehbuch: Pablo Stoll und Gonzalo Delgado)
  - Festival Unasur Cine 2012: bester Regisseur
- 2013: Anina (Trickfilm; Regie: Alfredo Soderguit; Drehbuch: Federico Ivanier)
  - Iris-Preis 2014: bester Film des Jahres[6]
- 2014: Señor Kaplan (Regie: Álvaro Brechner; mit Rolf Becker)
  - Preis der uruguayischen Filmkritiker 2015
- 2019: The Moneychanger (Regie: Federico Veiroj; mit Dolores Fonzi und Benjamín Vicuña)
  - Beitrag für die Oscarverleihung 2020 in der Kategorie Bester Internationaler Film (nicht gewählt)
- 2022: Antes de Madrid (Regie: Ilén Juambeltz und Nicolás Botana)
  - internationale Premiere auf der Internationale Filmfestspiele Berlin 2022, Sektion Generation
- 2023: Die Schneegesellschaft (Regie: Juan Antonio Bayona; Drehbuch: Nicolás Casariego u. a.; Musik: Michael Giacchino; Kamera: Pedro Luque)
  - Europäischer Filmpreis 2023: Auszeichnungen für die Besten visuellen Effekte und Beste Make-up und die besten Frisuren
  - San Sebastian International Film Festival 2023: Auszeichnung mit dem Publikumspreis[7]
  - Miami Film Festival 2023: Auszeichnung mit dem Publikumspreis[8]
  - Golden Reel Awards 2024: Auszeichnung für den Besten Tonschnitt in einem fremdsprachigen Film[9]
  - Goya 2024: Auszeichnung als Bester Film und in vielen anderen Kategorien
  - weitere Auszeichnungen weltweit